# Gymnasium Andreanum
Das Gymnasium Andreanum in Hildesheim ist eine staatlich anerkannte Schule in freier Trägerschaft der Evangelisch-Lutherischen Landeskirche Hannovers.

## Geschichte

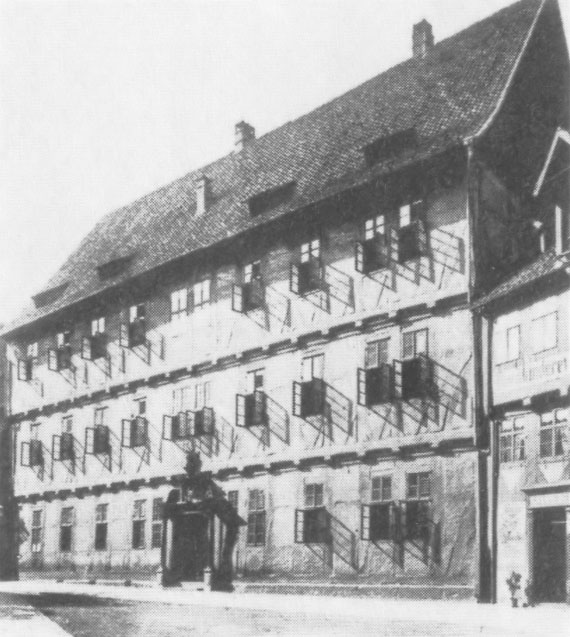
Gymnasium Andreanum um 1868

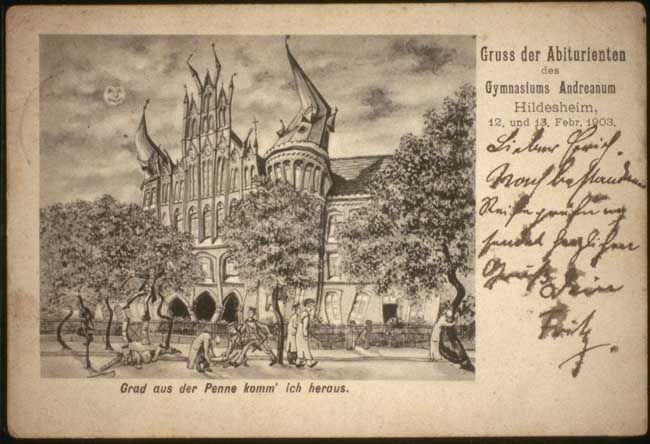
Postkarte zum Abitur 1903

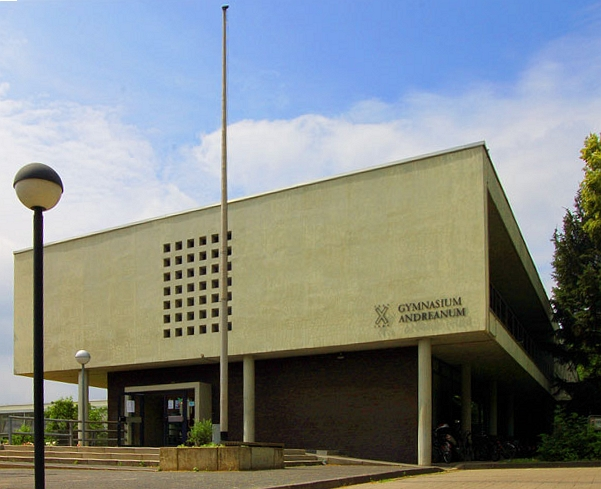
Heutige Ansicht des Andreanums

Das Andreanum kann auf eine fast 800-jährige Geschichte zurückblicken. Es wurde 1225 erstmals urkundlich erwähnt, als der Erzbischof von Mainz den Streitfall um die Konkurrenz, die die Schule an der Andreaskirche (daher der lateinische Name) für die Schule am Dom darstellte, zu Gunsten des Andreanums entschied.
1504 zog die Schule in ein neues Gebäude am Andreasplatz. 1542 wurde das Andreanum im Zuge einer neuen Kirchen- und Schulordnung durch Johannes Bugenhagen evangelisch-lutherisch und ging 1546 von kirchlicher in städtische Trägerschaft über. 1654 zog das Andreanum erneut um, das neue Schulgebäude lag auch am Andreasplatz.
1866 umfasste die Schule ein „besonderes Gymnasium“ (Prima-Quinta), eine „besondere Realschule erster Ordnung“ (Prima-Quinta) sowie gemeinschaftliche Klassen beider Schulformen (Sexta-Octava). 1869 baute Conrad Wilhelm Hase für das „Königliche Gymnasium Andreanum“ ein neues Schulgebäude an der Goslarschen Straße. 1885 wurde das 1850/51 eingerichtete „selbständige Realklassensystem“ als „Königliches Andreas-Realgymnasium“ abgetrennt, diese Schule trägt heute den Namen Scharnhorstgymnasium.
Nach der Bildung der Freiwilligen Feuerwehr Hildesheim wurde 1879 am Andreanum die „Freiwillige Schülerfeuerwehr am Gymnasium Andreanum“ gegründet. Sie ist damit eine der ersten deutschen Jugend- bzw. Schülerfeuerwehren. In der Chronik ist dazu nachzulesen: „mit Freunde und Eifer widmete sich die jugendliche Schar ihren Übungen“. 1885 wurde die Schülerfeuerwehr aufgrund eines durch die Schulbehörde ausgesprochenen Verbotes wieder aufgelöst.
1934 wurde der Schulleiter Friedrich Wißmann von den Nationalsozialisten seines Amtes enthoben. Er hatte eine illegale alternative Bibliothek an der Schule eingerichtet. 1945 wurde das Schulgebäude an der Goslarschen Straße während der Luftangriffe auf Hildesheim zerstört. Einen Tag vor der Zerstörung wurde im Keller des Andreanums einem einzigen Schüler die Abiturprüfung abgenommen (Ekkehard Wieprecht). Er wählte als Thema die Kellerszene aus Goethes Faust aus. Die Prüfung wurde im Nachhinein staatlich anerkannt, womit er den Abiturjahrgang 1945 repräsentierte.
Der Unterricht wurde daraufhin in der Volksschule Hohnsen (1945/46), im „Alten Brauhaus“ (1945/46), in der Baracke am Cheruskerring (1946/47), in der Volksschule Moltkestraße (1947–1952) und in der Freiherr-vom-Stein-Schule (1952–1962) abgehalten, bevor 1962 der Neubau am Hagentorwall, auf der alten Stadtmauer errichtet, bezogen wurde. Das Telemann-Haus wurde drei Jahre später eingeweiht; es diente bis Ende 1984 als Schülerwohnheim.
1948 wurde die Schülerzeitung „Der Andreaner“ gegründet. Ab 1954 wurde das Andreanum von der Stadt Hildesheim verwaltet. 1975 wurde die reformierte Oberstufe eingeführt und 1977 wurde die evangelisch-lutherische Landeskirche Hannovers Schulträger. 1981, 1985, 1995, 1998 und 2005 wurde die Schule baulich erweitert, u. a. um einen Andachtsraum, eine Bibliothek und ein „Haus der Musik“.

## Schulprofil
Das Gymnasium Andreanum ist eine staatlich anerkannte Privatschule in freier Trägerschaft der evangelisch-lutherischen Landeskirche Hannover. Sie setzt entsprechend Akzente in der Gestaltung des schulischen Lebens.
Die Diakonie ist ein solcher Akzent. Die Integration der Schüler in den ersten Jahren wird gefördert, ein offenes Verhältnis zwischen Lehrenden und Schülern wird angestrebt, vielfältige Angebote von Beratung, Unterstützung und Schulsozialarbeit stehen den Schülern zur Verfügung. Ferner muss am Ende der 10. Klasse ein Praktikum in einer Einrichtung der Diakonie geleistet werden. Seit 2013 wird eine der 5. Klassen als „Inklusionsklasse“ geführt, in der Schüler mit unterschiedlichem Förderbedarf zieldifferent gemeinsam mit den Schülern mit gymnasialem Bildungsziel unterrichtet werden. Ein weiterer Schwerpunkt ist die inklusive Beschulung hörbehinderter oder gehörloser Schüler.

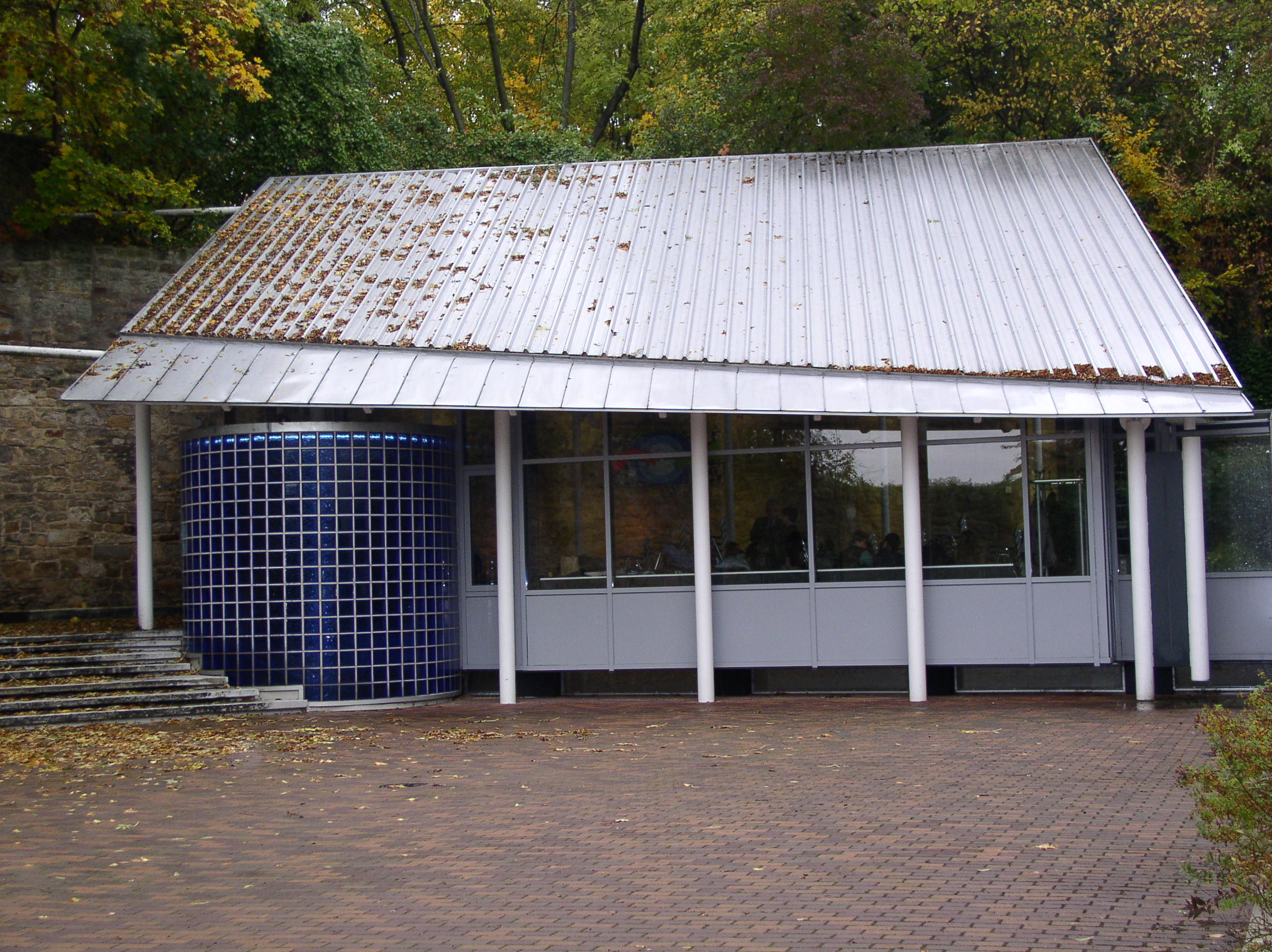
Der Andachtsraum

Im Sinne seiner altsprachlichen Tradition lernen am Andreanum alle Schüler Latein als zweite Fremdsprache. Altgriechisch kann neben Französisch im Wahlpflichtbereich ab Klasse 8 gewählt werden. Daneben gibt es auch die Möglichkeit, Mathematik/Naturwissenschaften oder Sozialwissenschaften/Religion als Wahlpflichtfach zu wählen.
Die Schüler können folgende altsprachliche Abschlüsse erwerben: kleines Latinum (nach Klasse 10), Latinum (nach 11), großes Latinum, Graecum (nach 12).
Ein weiterer Akzent ist die musische Bildung. Sie wird neben den Fächern Kunst und Musik durch Chöre, Orchester, musikalischen Arbeitsgemeinschaften und Theatergruppen vermittelt. Außerdem nehmen Andreaner an musischen Wettbewerben teil. Jeweils eine Klasse eines 5. Jahrgangs hat als „Musik-Klasse“ verstärkten Musikunterricht, der dem gemeinsamen Musizieren und der Arbeit in Musikprojekten gewidmet ist.
Als evangelische Schule pflegt das Andreanum ein geistliches Leben. Jeden Donnerstagmorgen zwischen 7:45 Uhr und 8.00 Uhr findet eine Schulandacht statt, die meist von Klassen oder Lerngruppen gestaltet wird, weiterhin gibt es mehrmals im Jahr Gottesdienste in der Michaeliskirche, die an das Schulgelände des Gymnasiums Andreanum angrenzt, und der Andreaskirche im Stadtzentrum. Am Andreastag (30. November) findet für die 5. Klassen jährlich ein Erkundungsprojekt in der Andreaskirche statt.

## Das Schulgelände

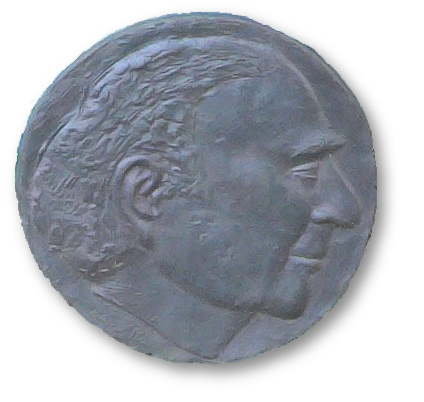
Porträt Oesterlens auf der Grabplatte

Der auf der alten Stadtmauer am Hagentorwall errichtete Neubau wurde von 1960 bis 1962 nach Planung des hannoverschen Architekten und Hochschullehrers Dieter Oesterlen (1911–1994) errichtet. Das längliche, zweigeschossige Hauptgebäude bildet zusammen mit dem West- und dem Osttrakt (beide dreigeschossig) ein auf dem Kopf stehendes U (wenn man nach Norden sieht). Weil das auf den alten Stadtmauern Hildesheims stehende Hauptgebäude jedoch etwa zehn Meter höher gelegen ist als die anderen beiden Gebäude, ist sein Erdgeschoss auf Höhe der 3. Stockwerke der West- und Ost-Trakte und über kleine „Skywalks“ verbunden.
Östlich davon wurde 1965 das Telemann-Haus errichtet, es diente zunächst als Internat. 1985 erfolgte der Umbau des inzwischen geschlossenen Internats. Das Telemann-Haus beherbergt seitdem die Oberstufe mit Klassenzimmern auf zwei Etagen, auch Fachräume, ein Fotolabor und ein Aufenthaltsraum im Keller. In ihm befinden sich außerdem der Telemann-Saal, der dem Andreanum als Ersatz für eine Aula dient, sowie Wohnungen für Beschäftigte der Schule.
1981 wurde die neue Sporthalle zwischen Telemann-Haus und restlichem Schulgelände eingeweiht. An der Südseite der Sporthalle entlang liegen eine 50-Meter-Laufbahn und ein Weitsprungbecken, ferner (südöstlich der Halle) ein Basketball-/Bolzplatz. Diese kleine Außensportanlage wird durch die alten Überreste des mittelalterlichen St.-Michaelis-Klosters in Form eines Tores vom bisher beschriebenen Schulgelände der Unter- und Mittelstufe abgegrenzt.
1995 wurde der Westtrakt der Schule ausgebaut und um sechs Klassenzimmer ergänzt. An die Westseite des Westtrakts sind zwei kleinere turmartige Gebäude angeschlossen, von denen das eine zwei-, das andere dreistöckig ist. Vollständig in das Gebäude des Westtrakts integriert, sind ihre Stockwerke über kurze Glasbrücken mit dessen Fluren verbunden. Fünf Klassen konnten so dem Westtrakt hinzugefügt werden.
1998 erhielt das Gymnasium einen Kunsttrakt und einen Andachtsraum sowie eine Cafeteria. Das Gebäude des Andachtsraums schließt westlich an das Erdgeschoss des Westtrakts an. Die Stadtmauer dient ihm als Außenwand, ebenso wie dem Kunsttrakt, der südlich des Westtraktes liegt. Dessen dreieckige Dachkonstruktion ermöglicht hohen Lichteinfall.
Im Untergeschoss des Osttraktes ist als Folge der Umstellung auf Ganztagesbetrieb eine Mensa eingebaut worden.
Seit 2005 steht zwischen der Treppe vom Haupteingang zum Schulhof hinab und der Sporthalle das zweistöckige Bibliotheksgebäude.
Zwischen Sporthalle und Telemannhaus wurde 2012 ein eigener Trakt mit Musikräumen errichtet, der in Größe und Ausstattung der Bedeutung des musischen Profils der Schule Rechnung trägt.

## Die Bibliothek

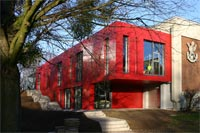
Die Bibliothek

Während anfangs nur eine kleine Bücherei für Lehrer existierte, wurde 2000 ein Zeichensaal im Hauptgebäude zur Schüler- und Lehrerbibliothek umgebaut.
Mit dem Wachstum der Bibliothek und der zunehmenden Nutzung genügten diese Möglichkeiten den Ansprüchen und Erwartungen nicht. So wurde 2005 ein Neubau neben der Sporthalle eingerichtet. Er stammt von dem Architekturbüro Marquardt (Manfred Marquardt & Julia Martens Heinemann, Hildesheim) und wurde am 26. Juni 2005 zum zehnten „Tag der Architektur“ in Niedersachsen für Besucher geöffnet. Die Brutto-Grundfläche (BGF) beträgt ca. 300 m², die Baukosten lagen bei 420.000 Euro. Der Neubau ist ein zweistöckiger glasbetonter Quader in Rot, dessen zweiter Stock überragt. Der Neubau verfügt über die doppelte Nutzfläche wie die alte Bibliothek für die inzwischen ca. 6000 Medien, dazu über je ein Ausleihe- und Bibliothekarsbüro, einen Konferenzraum, einen neunplätzigen Computerraum mit Internetanschluss sowie W-LAN-Plätze für Laptop-Arbeit.
Mit der Konstituierung des Andreanums als Ganztagsschule gewann die Bibliothek zunehmend als Aufenthalts- und Arbeitsbereich an Bedeutung. Der Bestand an Kinder- und Jugendbüchern wird kontinuierlich erweitert. Außerdem wurde die Bibliothek neu eingerichtet mit Sofas, Sesseln, Teppichen, Gemälden und Gesellschaftsspielen. Ein Gästebuch steht für Kritik zur Verfügung. Weiterhin wurde der Konferenzraum, der vormals wegen seiner kostbaren Buchbestände als Arbeitsraum nicht zur Verfügung stand, geöffnet und die bestehenden Tische als Stellplatz für Ausstellungen und Neuerscheinungen genutzt.

## Schulverfassung

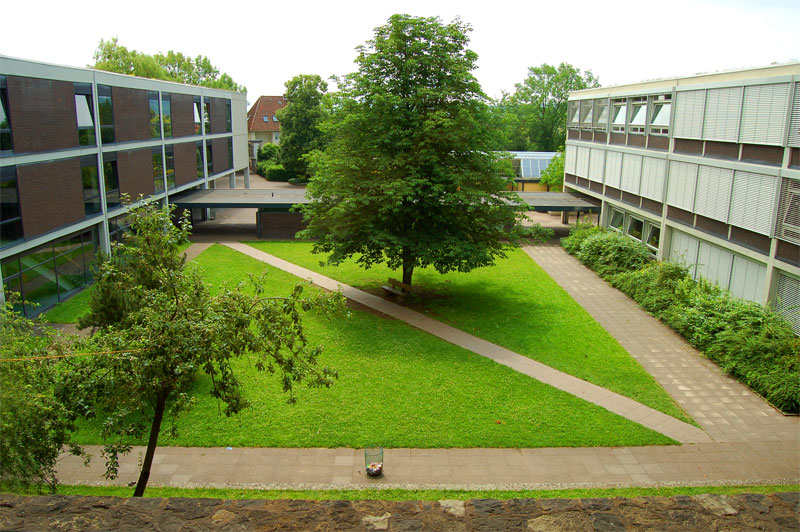
Der Innenhof zwischen Ost- und Westtrakt (rechts)

Für das Gymnasium Andreanum gilt eine eigene Schulverfassung, die teilweise von den für die staatlichen Schulen geltenden Vorgaben abweicht. So sind im Schulvorstand auch der Kirchenkreis und das Evangelische Schulwerk vertreten. Anstelle der Gesamtkonferenz gibt es eine Lehrkräftekonferenz, zu der ausschließlich die Lehrer gehören (parallel zu den Eltern- und Schülervertretungen).

## Schulpartnerschaften und Schüleraustausch

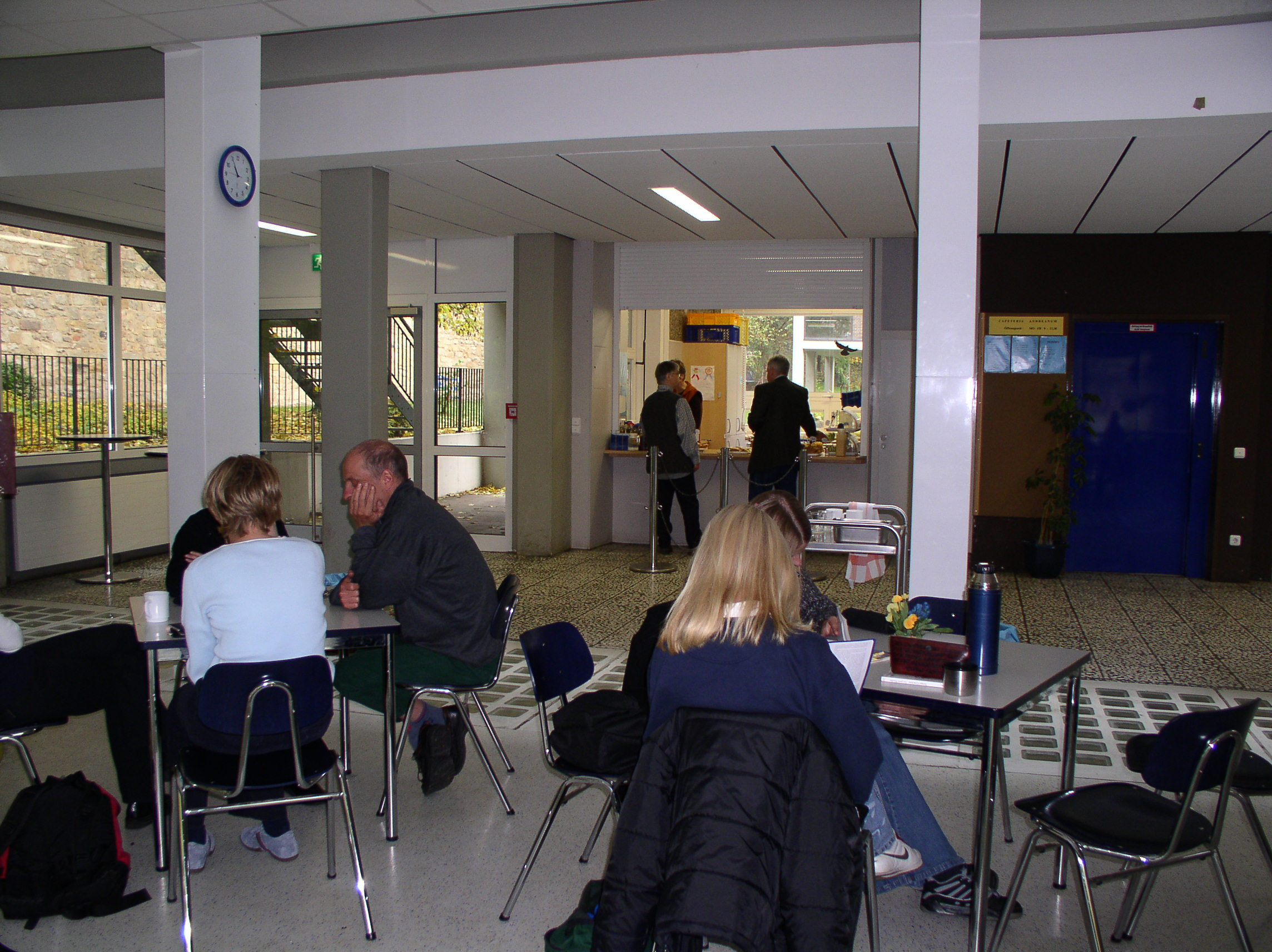
In der Cafeteria

Es bestehen Schulpartnerschaften und teils auch regelmäßige Schüleraustausche zu
- dem Lycée de l’Image et du Son in Angoulême (Frankreich)
- der Dane Court Grammar School in Broadstairs (England)
- der Perkiomen School in Pennsburg, PA (USA)
- der Kodaikanal International School in Kodaikanal, Tamil Nadu, Südindien.

Partnerschaft Kodaikanal International School:
Das Gymnasium Andreanum pflegt eine Partnerschaft und einen Schüleraustausch mit der Kodaikanal International School in Kodaikanal, Tamil Nadu, Südindien. Die beteiligten Schulen fördern gemeinsame soziale Projekte in Südindien.
Im Jahr 2012 besuchten sieben Schüler und drei Lehrer der südindischen Partnerschule Kodaikanal International School das Gymnasium Andreanum. Sie nahmen am Schulleben des Andreanum teil. Zwei Opernbesuche, das Weihnachtsoratorium, ein gemeinsamer Schulgottesdienst in der Hildesheimer St.-Andreas-Kirche und eine Exkursion nach Berlin waren in diesem Jahr die Höhepunkte des Schüleraustausches.

## Statistik
Insgesamt hatte das Gymnasium Andreanum im November 2016 in den Jahrgängen 5–12 871 Schüler (227 davon in der Qualifikationsphase der Jahrgänge 11 und 12). 406 Jungen standen 465 Mädchen gegenüber; 675 von ihnen waren evangelisch, 99 römisch-katholisch, 22 muslimisch, 25 gehörten anderen Konfessionen oder Religionen an und 72 waren ohne Konfession. Insgesamt waren 92 Lehrkräfte und Mitarbeiter am Andreanum tätig.

## Persönlichkeiten

### Lehrer
Rektoren
- Johann Georg Lohmeyer († 1680), 1650–1675
- Johann Christoph Losius (1659–1733)
- Andreas Christoph Augspurg (1660–1717), 1688–1697/98
- Johann Andreas Buttstedt (1701–1765), 1741–1743
- Ludwig Gottlieb Crome (1742–1794), 1768–1770
- Ludwig Julius Billerbeck, 1806–1823
- Gottfried Seebode (1792–1868), 1823–1834
- Wilhelm Samuel Gottlieb Lipsius, 1834–1848
- Wilhelm Brandt, 1849–?
- Gustav Lahmeyer (1827–1915), 1868–1873
- Franz Jacobi, ab 1906
- Albert Zimmermann (1854–1925), 1909–1921
- Hans Walther (1884–1971), 1934–1949
- Martin Boyken (1908–1983), 1955–1974
- Heinz Pust, 1976–1983
- Kurt Gieseking, 1983–2000
- Hartmut Schulz, 2000–2016
- Dirk Wilkening, ab 2017

Lehrer
- Johannes Heinrich Gebauer (1868–1951), Lehrer von 1908 bis 1924
- Otto Fischer (Lehrer) (1826–1913), Lehrer von 1848 bis 1867
- Friedrich Knoke (1844–1928), Altphilologe, Erforscher der Varusschlacht
- Hermann Schubert (1848–1911), Mathematiker, Lehrer von Adolf Hurwitz
- Uwe Wolff (* 1955), Kulturwissenschaftler, Schriftsteller und Theologe, Lehrauftrag von 1989 bis 2009

### Schüler
- Carl Adolph (1838–1890), Astronom[11]

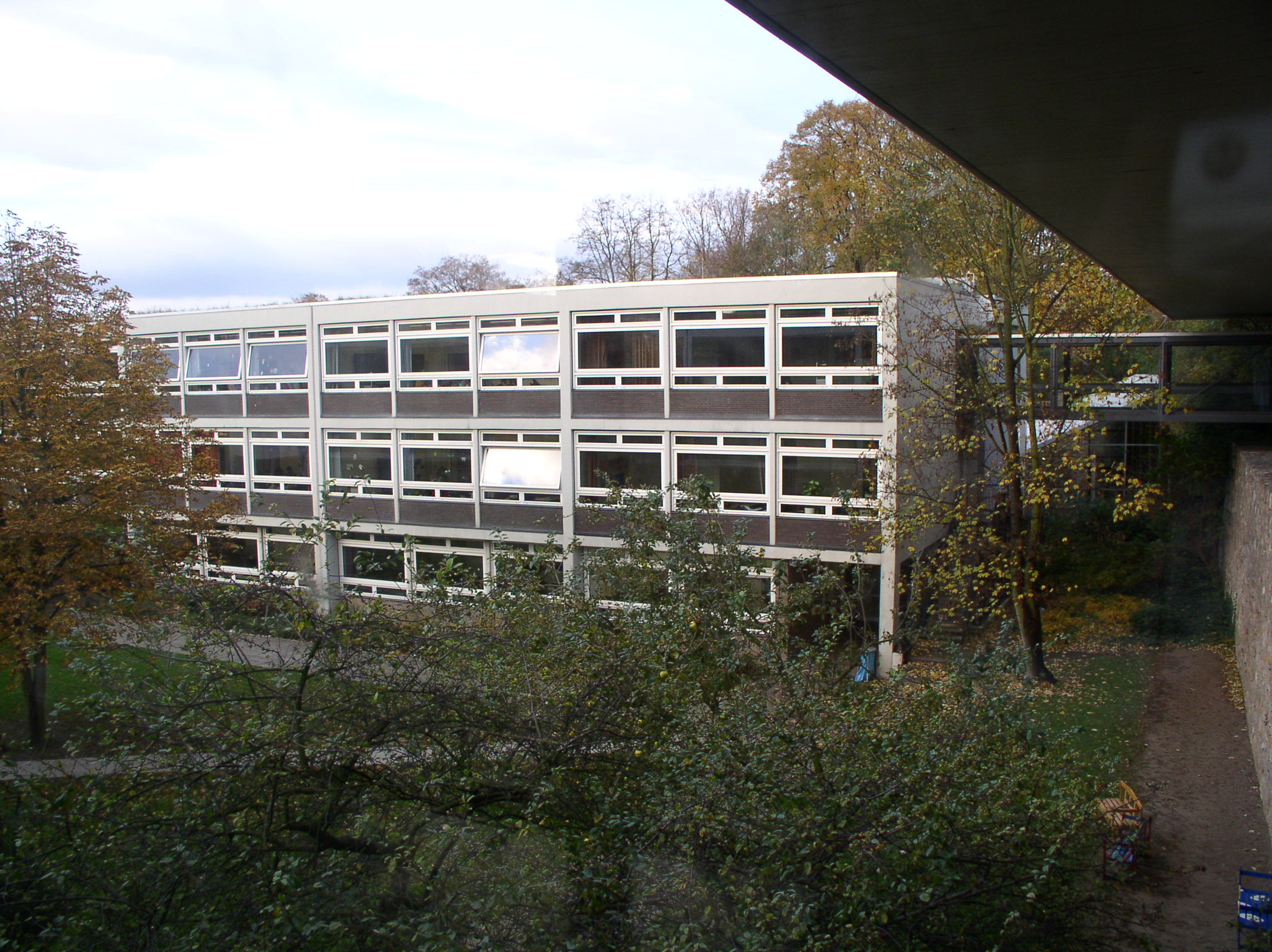
Westtrakt

- Theodor Barth (1849–1909), Politiker und Publizist
- Christoph Biemann (* 1952), Autor und Moderator (Die Sendung mit der Maus)
- Johannes Bissendorf (um 1585–1629), evangelischer Geistlicher und Märtyrer
- Hans Brackebusch (1808–1880), Theologe und Politiker
- Caspar Calvör (1650–1725), Theologe
- Henning Calvör (1686–1766), Theologe und Lehrer für Bergbau
- Manfred Cordes (* 1953), Musikwissenschaftler und Ensembleleiter
- August Denckmann (1860–1925), Geologe
- Thomas Elbel (* 1968), Schriftsteller
- Otto Flagge (* 1938), Architekt und Stadtplaner
- Georg Greve-Lindau (1876–1963), impressionistischer Maler
- Petra Hartmann (* 1970), Schriftstellerin
- Adolf Hartwieg (1849–1914), Jurist und Politiker
- Martin Haspelmath (* 1963), Linguist
- Rolf Heißler (1948–2023), Mitglied der Rote Armee Fraktion
- Johann Melchior Hinüber (1672–1752), Jurist
- Hans Egon Holthusen (1913–1997), Schriftsteller
- Friedrich Konrad Hornemann (1772–1801), Afrikaforscher
- Adolf Hurwitz (1859–1919), Mathematiker
- Bruno Italiener (1881–1956), liberaler Rabbiner und Schriftsteller
- Paul Jacottet (1903–1986), Leiter der Vorschriftenstelle im VDE
- Karl Jordan (1861–1959), Entomologe und Museumsdirektor
- Andrea Jördens (* 1958), Papyrologin
- Ernst Friedrich Jung (1922–2016), Diplomat, Botschafter in Nigeria und Ungarn, beigeordneter Generalsekretär bei der NATO
- Johann Christian Koken (1779–1857), Schuldirektor in Holzminden
- Johann Carl Koken (1715–1773), Autor und Theologe
- Hinrich Wilhelm Kopf (1893–1961), Ministerpräsident von Niedersachsen
- Hans Adolf Krebs (1900–1981), Nobelpreisträger für Medizin
- Ernst Küper (1835–1912), Oberbürgermeister von Krefeld, MdHH
- Christoph Lauenstein (* 1962), Filmemacher
- Joachim Barward Lauenstein (1698–1746), Pfarrer an der Michaeliskirche, Regionalhistoriker
- Wolfgang Lauenstein (* 1962), Filmemacher
- Joana Mallwitz (* 1986), Dirigentin
- Anton Moker (um 1540–1607), klassischer Philologe, Philosoph und Hochschullehrer
- Walter Müller (1909–nach 1961), Bratschist
- Otto Ohlendorf (1907–1951), Nationalsozialist, Kriegsverbrecher
- Rudolf Otto (1869–1937), Theologe
- Otto Palandt (1877–1951), Präsident des Reichsjustizprüfungsamtes 1934–1943 und Namensgeber des BGB-Kommentars Palandt[12]
- Thomas Quasthoff (* 1959), Sänger
- Christian Reineccius (1668–1752), Hebraist, Theologe und Pädagoge
- Gerd Ruebenstrunk (* 1951), Schriftsteller
- Andreas Sattler (1931–2010), Rechtswissenschaftler und Hochschullehrer[13]
- Ragna Schirmer (* 1972), klassische Pianistin
- Henry Schlegel (* 1999), American-Football-Trainer
- Eduard von Schrader (1779–1860), Rechtswissenschaftler
- Georg Schulze-Büttger (1904–1944), Oberst i. G., nach dem Attentat vom 20. Juli 1944 hingerichteter Widerstandskämpfer gegen das NS-Regime
- Gustav Emil Schwartz (1847–1910), Architekt und Stadtbaumeister von Hildesheim
- August Seidensticker (1820–1899), Forstwissenschaftler
- Wolfram Sievers (1905–1948), Nationalsozialist, Kriegsverbrecher
- Heinrich Spanuth (1873–1958), Lehrer und Historiker
- Georg Philipp Telemann (1681–1767), Komponist
- Jürgen Udolph (* 1943), Onomastiker (Namenforscher)
- Wilhelm Wachsmuth (1784–1866), Historiker
- Heinrich Wendt (1605–1683), Chronist
- Martin Weyer (1938–2016), Organist und Musikwissenschaftler
- Alfried Wieczorek (* 1954), Historiker und Museumsdirektor
- Heinrich Willers (1870–1915), Archäologe und Numismatiker
- Henning Bernhard Witter (1683–1715), ev. Theologe